# Landschaftsschutzgebiet Wiehagener Wassertal
Das Landschaftsschutzgebiet Wiehagener Wassertal mit 21 ha Flächengröße liegt in der Gemeinde Wickede (Ruhr) im Kreis Soest. Das Gebiet wurde 2006 mit dem Landschaftsplan V Ense-Wickede durch den Kreistag als Landschaftsschutzgebiet (LSG) ausgewiesen. Das LSG liegt nördlich von Wickede. Das LSG grenzt direkt an den Siedlungsbereich von Wickede und das Gewerbegebiet Westerhaar.

## Beschreibung
Das LSG umfasst ein eiszeitliches Trockentals mit dem Bach Wiehagener Wassertal und ausgeprägtem charakteristischem Relief. Im LSG befinden sich Offenlandbereiche mit Grünland und Acker. Im südlichen Bereich ist das LSG kleinstrukturiert mit Baumreihen, Hecken, Gebüsche und Obstgehölze.

## Schutzzweck
Die Ausweisung erfolgte wie bei anderen LSGs im Landschaftsplangebiet zur Erhaltung oder Wiederherstellung  der Leistungsfähigkeit des Naturhaushaltes; wegen der Vielfalt, Eigenart oder Schönheit des Landschaftsbildes oder wegen ihrer besonderen Bedeutung für die Erholung.

## Rechtliche Vorschriften
Wie in den anderen Landschaftsschutzgebieten im Landschaftsplangebiet besteht im LSG ein Verbot, Bauwerke zu errichten. Die Untere Naturschutzbehörde kann Ausnahme-Genehmigungen für Bauten aller Art erteilen. Wie in den anderen Landschaftsschutzgebieten besteht im LSG ein Verbot Weihnachtsbaum-, Schmuckreisig- und Baumschul-Kulturen anzulegen. Es z. B. auch verboten Bäume, Sträucher, Hecken, Feld- oder Ufergehölze zu beseitigen oder zu schädigen.